# Hassan Aref
Hassan Aref (Alexandria, 20 de setembro de 1950 — De Land (Illinois), 9 de setembro de 2011) foi um engenheiro e físico estadunidense.

## Obras
- Stirring by chaotic advection, Journal of Fluid Mechanics, Band 143, 1984, S. 1–21
- Editor, Chaos applied to fluid mixing, Special Issue Chaos, Solitons and Fractals, Pergamon Press 1994
- Editor, 150 years of vortex dynamics, IUTAM Symposium, Lyngby, Springer Verlag 2010